# Cuentos chinos para niños del Japón
Cuentos chinos para niños del Japón es el quinto álbum de estudio del grupo español de indie pop rock Love of Lesbian. Fue grabado en los estudios Blind Records de Barcelona durante veinte días, y mezclado por Álvaro Balaña. Aunque originalmente tenía previsto lanzarse el 23 de abril de 2007, fue publicado el 30 de abril de 2007 por Naïve Records, siendo el último álbum de estudio de la banda publicado por la discográfica.

## Lista de canciones
Todas las canciones escritas y compuestas por Santiago Balmes. 
| N.º   | Título                                         | Duración |  |
| 1.    | «Universos infinitos»                          | 4:31     |  |
| 2.    | «La niña imantada»                             | 3:16     |  |
| 3.    | «Noches reversibles»                           | 4:52     |  |
| 4.    | «Los colores de una sombra»                    | 4:41     |  |
| 5.    | «Un día en el parque»                          | 4:00     |  |
| 6.    | «Villancico para mi cuñado Fernando»           | 3:50     |  |
| 7.    | «Shiwa»                                        | 2:56     |  |
| 8.    | «Me amo»                                       | 3:17     |  |
| 9.    | «Historia de una hache que no quería ser muda» | 2:18     |  |
| 10.   | «La parábola del tonto»                        | 4:25     |  |
| 11.   | «Momento de reflexión 1»                       | 0:43     |  |
| 12.   | «Dios por dios es cuatro»                      | 4:01     |  |
| 13.   | «Moment de reflexió 2»                         | 0:16     |  |
| 14.   | «Shiwa (tot a zen)»                            | 3:33     |  |
| 46:56 |                                                |          |  |